# Invasion des Ténèbres
Roman sur les Royaumes oubliés
Invasion des Ténèbres (Les Compagnons du renouveau lors de l'édition par Fleuve noir) est le titre français du roman Siege of Darkness de R. A. Salvatore, publiée chez Milady et tirée du monde imaginaire des Royaumes oubliés. Ce livre est le troisième de la trilogie « Retour aux Sources », la troisième trilogie racontant les aventures du célèbre elfe noir Drizzt Do'Urden. 
Notons qu'il existe une série de romans nommée aussi « Les Compagnons du renouveau » qui englobe la trilogie « Retour aux sources » plus d'autres trilogies racontant elles les aventures de personnages issus de livres « 1 contre 1 ». Toutefois les autres trilogies de cette série n'ont que peu de rapport avec le fameux elfe noir.

## Résumé
Alors que le Temps des Troubles s'apprête à modifier la face de Faérune, les drows aidés de démons s'organisent pour envahir Castelmithral et les Marches d'Argent. Seul rempart contre ces ennemis, Drizzt et ses compagnons tentent de rallier les peuples des Marches d'Argent derrière eux pour faire face à l'armée drow. Aidés du clan Harpell, des gnomes et des Barbares, ils se préparent à faire face à un combat qui semble perdu d'avance.